# Фрамта
Фрамта або Фрамтан (*д/н —457) — король свевів у 456—457 роках.

## Біографія
Про походження немає відомостей. Після поразки й загибелі короля Рехіара у 456 році, частина свевської знаті оголосили Фрамту королем. Він контролював землі на північ від річки Мінью (сучасна північна Португалія та Галісія). Деякий час протистояв королю Агіульфу. Потім був суперником королю Мальдрі, не побожавши визнавати того королем.
У 457 році раптово помер за невідомих обставин (за іншою версією — загинув у битві). Замість нього знать обрала королем Рехімунда.